# Scorpis georgiana
Scorpis georgiana és una espècie de peix pertanyent a la família dels kifòsids.

## Descripció
- Pot arribar a fer 33 cm de llargària màxima.[4][5]

## Hàbitat
És un peix marí, associat als esculls i de clima subtropical.

## Distribució geogràfica
Es troba a l'Índic oriental: Austràlia Meridional i el sud d'Austràlia Occidental.

## Observacions
És inofensiu per als humans.